# 南充东站
南充东站位于中华人民共和国四川省南充市高坪区小龙街道，与南充至龙门公路相连接，距南充市13公里，交通十分方便，南充东站直属成都铁路局遂宁车务段，是达成铁路上的一个大型货运站。